# Viticulture
Viticulture er et brætspil, hvor opgaven er et udvikle vingårde i Toscana i en ikke nærmere defineret tidsperiode for nogle år siden. Spillet er udviklet af Jamey Stegmaier og Alan Stone ved hjælp af crowdfunding via Kickstarter og udgivet i 2013. Et spil Viticulture har deltagelse af 2-6 spillere og tager omkring 90 minutter.